# Miralago

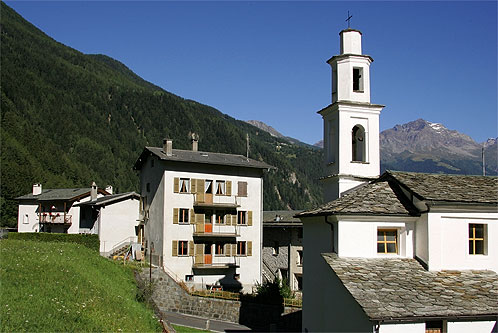
Miralago

Miralago är en by som ligger i Val Poschiavo, Bernina, Schweiz. Miralago ligger precis vid Lago di Poschiavo.